# Ceibalito
Ceibalito är en ort i Argentina.   Den ligger i provinsen Salta, i den norra delen av landet, 1 200 km nordväst om huvudstaden Buenos Aires. Ceibalito ligger 448 meter över havet och antalet invånare är 157.
Terrängen runt Ceibalito är platt. Närmaste större samhälle är Joaquín V. González, 13,4 km öster om Ceibalito.
I omgivningarna runt Ceibalito växer i huvudsak lövfällande lövskog. Runt Ceibalito är det mycket glesbefolkat, med 7 invånare per kvadratkilometer.